# Sprängbleck

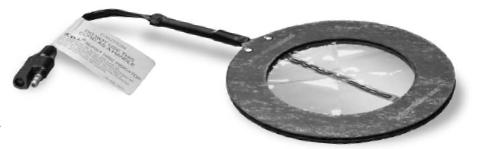
Sprängbleck med platt membran försett med larm.

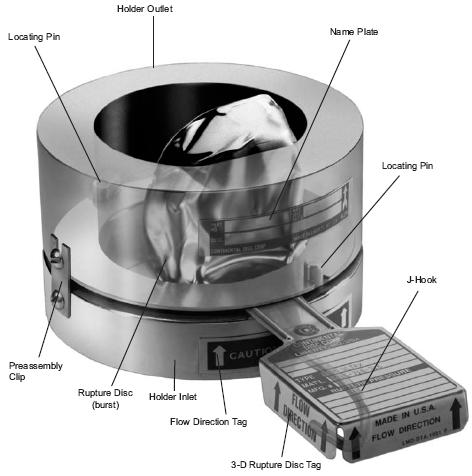
Modell av monterat sprängbleck med brustet metallmembran.

Sprängbleck är tryckutjämnande anordningar som används inom bland annat processindustri, för arbetsmiljöskydd, eller för att skydda den strukturella integriteten hos byggnader, system och komponenter till följd av övertryck eller vakuum. Sprängbleck används ofta som diversifierad tryckavlastning, i de fall regler- och säkerhetsventiler havererar.
Sprängblecket i sig är en engångskomponent bestående av ett tunt membran (oftast i metall eller kisel) som förstörs vid en förbestämd tryckskillnad. Membranets öppning sker väldigt snabbt, oftast inom millisekunder, men när membranet väl har öppnats kan det aldrig återställas, utan måste bytas ut.
Fördelarna med att använda sprängbleck jämfört med t.ex. säkerhets- eller tryckavlastningsventiler är dels priset och hastigheten, dels att sprängbleck är betydligt tätare. Nackdelen är att när membranet väl har brustit, finns det ingen automatisk återstängningsfunktion.

## Membran

### Buktande membran

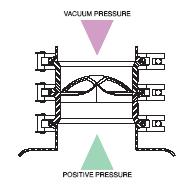
Monterat sprängbleck med membran format som en tredjedels sfär sett från sidan.

Sprängbleck kan ha olika typer av membran, metallmembran, är ofta formade buktande likt en tredjedels sfär (se bild). Sprängbleck med denna form fungerar på två olika sätt beroende på hur de är konstruerade. För den ena sorten som illustreras på bilden till höger, är övertrycket på bleckets konkava sida (inåtbuktade yta), blecket är då försett med försvagningar, vilka ofta är inristade med hjälp av till exempel laser. Vid ett bestämt tryck mot bleckets konkava sida, brister blecket varvid trycket utjämnas. Den andra sortens metallmembran monteras motsatt så att det har övertrycket mot membranets konvexa sida (utåtbuktade yta). Vid ett bestämt tryck mot membranets konvexa sida, faller den in mot den konkava sidan, på denna sida sitter det då en kniv som skär upp membranet och möjliggör tryckutjämning. Det är därför viktigt att de placeras åt rätt håll i förhållande till så väl tryckutjämningsriktningen som den typ av bleck som konstruktionen anger.

### Platta membran
Sprängbleck vars membran består av hårda material såsom kisel är istället platta, de kan därmed användas för att utjämna tryck från båda håll. Vid tryckutjämning över ett sådant membran brister det i en mängd små bitar.

## Industri

### Montering
För att säkerställa rätt monteringsriktning, är alla hållare till sprängbleck försedda med symboler som anger flödesriktning, och det är även möjligt att utrusta monteringsinfattningen med en J-bult, vilket omöjliggör felaktig monteringsriktning.
Montering av sprängbleck bör ske parallellt med annan tryckavsäkringsutrustning, att montera sprängbleck i serie med till exempel en säkerhetsventil är en ofördelaktig konstruktion då öppningsrycket för sprängblecket då kan bli ett annat än beräknat.

### Standard
Verifiering av öppningstryck sker genom att en serie identiska sprängbleck tillverkas, köparen köper då en del av serien, varav tillverkaren provspränger ett bestämt antal. Köparen erhåller därefter övriga sprängbleck samt det dokumenterade resultatet av provsprängningarna.
Standard för sprängbleck återfinns i EN ISO 4126-2:2003 (Safety devices for protection against excessive pressure -- Part 2: Bursting disc safety devices).

## Tryckavlastningslucka
Utöver sprängbleck finns större mekanismer för reglering eller nödavlastning av tryck, så kallade tryckavlastningsluckor (engelska: blowout panels, "utblåspaneler") liknar sprängbleck i att vara tryckavlastande mekanismer för engångsbruk, men består av tjockare gods (luckor) istället för tunna bleck. 
Sådana används bland annat militärt på magasinhöljen som utlöses vid ammunitionsbrand eller ammunitionssprängning och skapar öppningar för tryckavlastning. Sådant förekommer modernt på stridsvagnar som M1 Abrams, men idén går tillbaka till åtminstone tidiga 1950-talet, bland annat planerade för det svenska KRV-projektet 1953.